# Asajaya (district)
Asajaya is een district in de Maleisische deelstaat Sarawak.
Het district telt 32.000 inwoners.